# Bechs Mølle
De Bechs Mølle is een standerdmolen in Svaneke, Bornholm. De molen is gebouwd door David Wolfsen in 1629 en is daarmee de oudste standerdmolen in Denemarken. De molen draagt de naam van Hans Bentzen Bech die hem in 1814 kocht.

## Geschiedenis
De molen is gebouwd door David Wolfsen in 1629 en was vervolgens in het bezit van meerdere eigenaars. In 1793 werd het door Anders Hansen Kofoed uit Nexø gekocht. In 1814 erfden zijn dochter en schoonzoon Hans Bentzen Bech, naar wie de molen is vernoemd, de molen. Hun zoon, Peder Hansen Bech, bouwde het woonhuis en bakkerij tegenover de molen ergens tussen 1848 en 1860.
In 1866 werd de nieuwe openbare kustweg aangelegd en moest de molen verhuizen. Er werd een nieuw fundament van een meter hoog gelegd waarop de molen werd geplaatst. Van 1880 tot 1928 was Peter Emilius Hansen Bech, de kleinzoon van Hans Bentzen Bech, eigenaar van de molen. Hij verkocht de molen aan vereniging Foreningen Bornholm, maar bleef wel tot aan zijn dood in 1934 werkzaam in de molen. In 1975 kwam de molen in handen van Byforeningen Svanekes Venner. Hij werd in 1972–1973 als ook in 2002–2007 gerestaureerd en is sinds 1960 een monument.

## Galerij

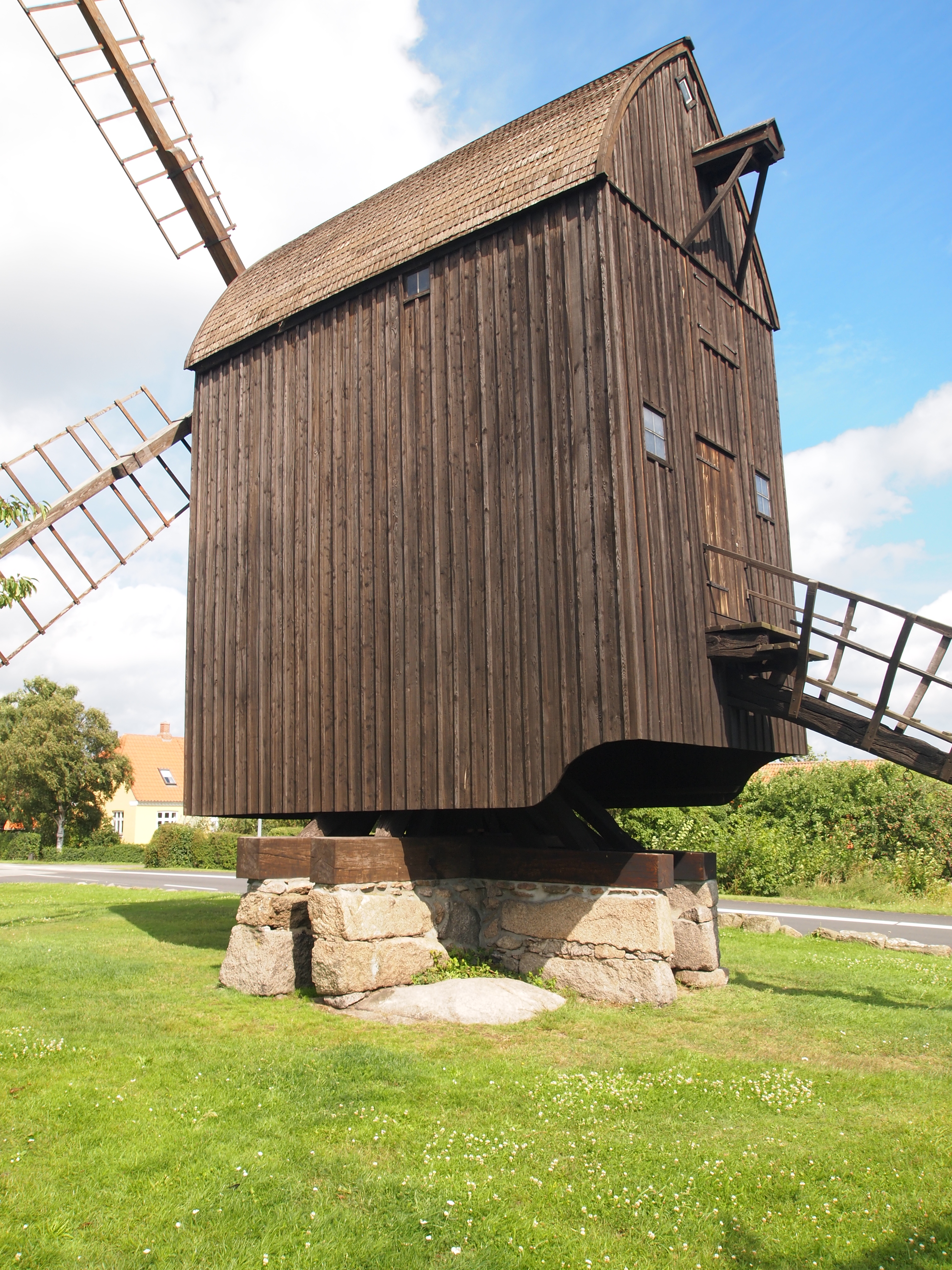
Bechs Mølle
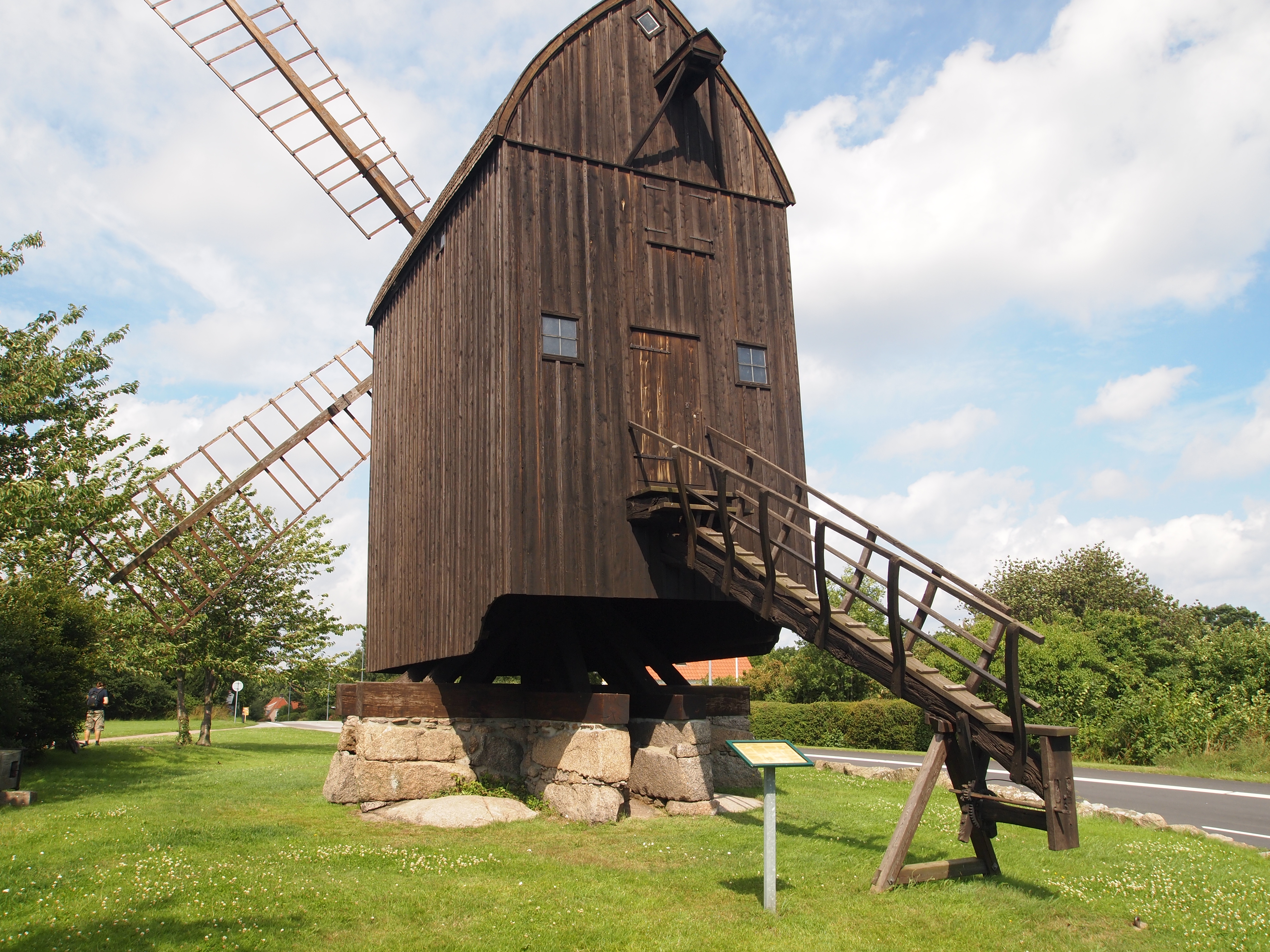
Bechs Mølle

## Trivia
- Er zijn twee andere monumentale standerdmolens op Bornholm: Tejn Mølle en Egeby Mølle.[4]